# Fahrerlaubnis-Verordnung
Die Fahrerlaubnis-Verordnung (FeV) ist eine deutsche Bundesrechtsverordnung, die die Erlaubnispflicht und Ausweispflicht für Personen regelt, die am Straßenverkehr teilnehmen. Sie wurde zuletzt am 13. Dezember 2010 neu gefasst.
Bereits zuvor waren Neuregelungen im Rahmen der Harmonisierung des Verkehrsrechtes in der Europäischen Gemeinschaft erforderlich geworden, insbesondere mit der Vereinheitlichung des Fahrerlaubnisrechtes und der Übernahme der internationalen Fahrerlaubnisklassen. Die Zusammenfassung aller Fahrerlaubnisvorschriften in einer eigenen Verordnung unterstreicht zudem die Bedeutung der Bestimmungen, erhöht den Grad der Verbindlichkeit und erleichtert die Übersicht. Zusätzlich aufgenommen wurden neue Bestimmungen über das zentrale Fahrerlaubnisregister, die Medizinisch-Psychologische Untersuchung und die Fahrerlaubnisprüfung.
Die frühere Verordnung über internationalen Kraftfahrzeugverkehr ist seit dem 30. Juli 2008 (BGBl. I S. 1338) in der Fahrerlaubnis-Verordnung aufgegangen.
Die FeV wurde zunächst als nationale Verordnung zur Umsetzung der Richtlinie 91/439/EWG vom 29. Juli 1991 erlassen. Die aktuelle Fassung ist die am 20. Dezember 2006 erlassene Richtlinie 2006/126/EG über den Führerschein.

## Inhalt
Inhaltlich gliedert sich die FeV in folgende Abschnitte:
- Allgemeine Regelungen über die Teilnahme am Straßenverkehr: mit den grundlegenden Bestimmungen über die Zulassung von Personen zum Straßenverkehr, der Einschränkung und Entziehung der Zulassung (§§ 1 bis 3);
- Führen von Kraftfahrzeugen: mit den Voraussetzungen zur Erteilung einer Fahrerlaubnis, den Verfahrensvorschriften bei Zuteilung eines Führerscheines, der Einteilung in Fahrerlaubnisklassen, dem Mindestalter, den Vorschriften zur Fahrerlaubnis auf Probe, dem Punktesystem und den Maßnahmen zur Entziehung bzw. Beschränkung der Fahrerlaubnis (§§ 4 bis 48b);
- Register: regelt die Verfahrensweise bei der Speicherung von Führerscheindaten im Zentralen Fahrerlaubnisregister in Flensburg (§§ 49 bis 64);
- Anerkennung und Begutachtung: beschreibt, wer welche ärztlichen und/oder psychologischen Untersuchungen (z. B. MPU) durchführen darf (siehe auch: Begutachtung der Fahreignung) (§§ 65 bis 72).
- Durchführungs-, Bußgeld- und Schlussvorschriften: enthält die Bußgeldahndungen für Verstöße gegen die FeV sowie weitere allgemeine Vorschriften (§§ 73 bis 78).